# موریس اشلی
موریس اشلی (انگلیسی: Maurice Ashley؛ زادهٔ ۶ مارس ۱۹۶۶) استادبزرگ شطرنج، نویسنده و گزارشگر جاماییکایی—آمریکایی است. او در سال ۱۹۹۹ مقام استادبزرگی را دریافته کرده و تبدیل به اولین شطرنج‌باز سیاه‌پوستی شد که به مقام استادبزرگی می‌رسد.
اشلی همچنین به‌عنوان یک گزارشگر مسابقات مهم شطرنج شناخته‌شده‌است. او پیش از این سال‌ها یک معلم شطرنج بود.
در ۱۳ آوریل سال ۲۰۱۶، طی مراسمی به اشلی و استادبزرگ شطرنج گاتا کامسکی جایگاهی در تالار مشاهیر شطرنج ایالات متحده داده شد.